# 피스아이

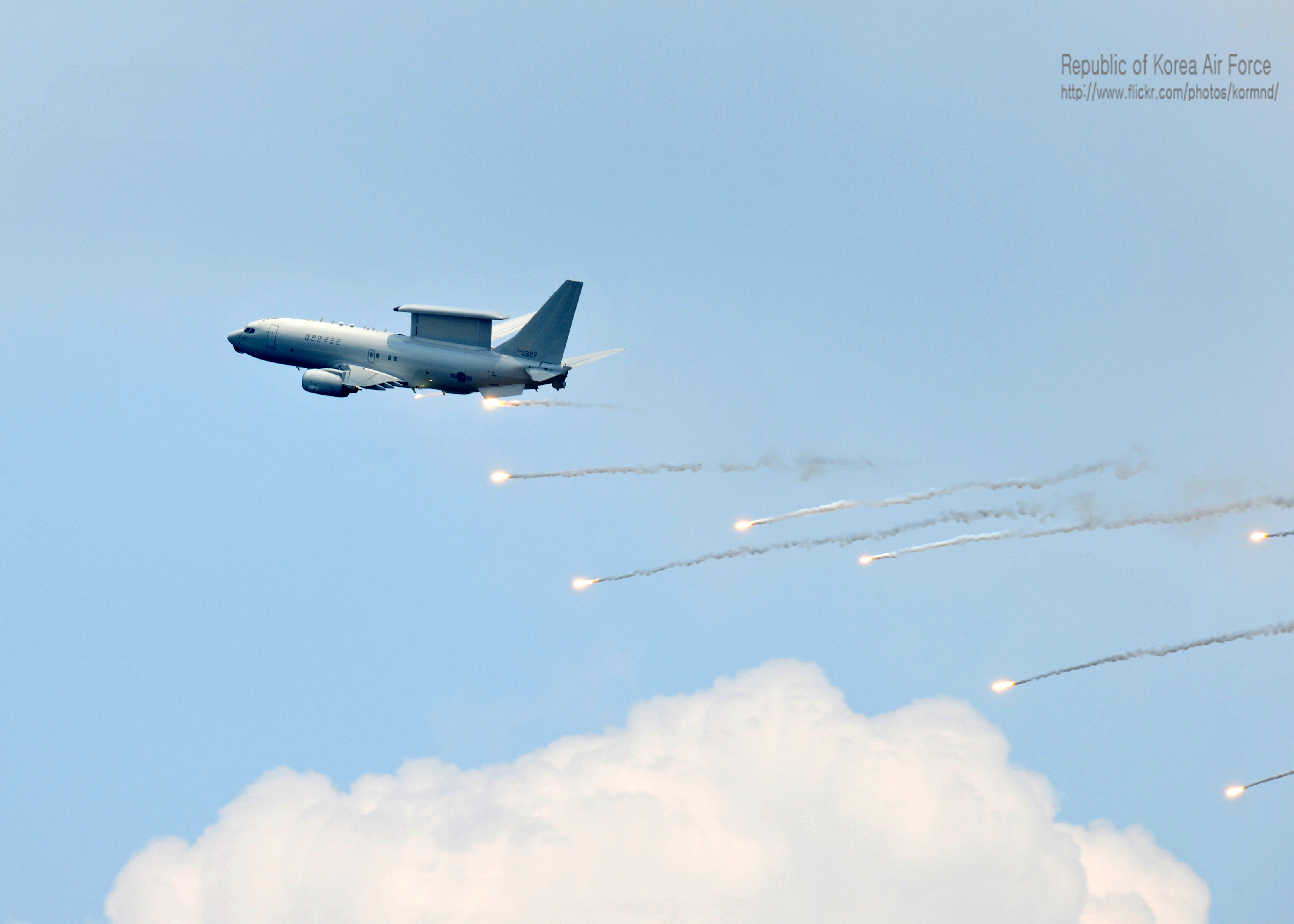
대한민국 공군 E-737

피스아이는 대한민국 공군의 보잉 737 AEW&C 공중조기경보통제기이다.

## 역사
대한민국의 E-X 사업에서 이스라엘의 엘타 G-550(IAI EL/W-2085) 기종을 제치고 도입 기종으로 최종 선정되었다. 국민 공모를 통하여 선정된 명칭은 ‘피스 아이’로, “‘한반도의 평화를 수호하는 감시자’라는 의미가 담겨 있다. 대한민국 공군은 피스아이 체계를 운용할 부대로 2010년 10월 제51항공통제비행전대를 창설하고 2011년 9월 21일 피스아이 1호기를 김해국제공항에서 인수했다. 2013년 기준, 공군은 피스아이를 총 4대 운용하고 있다.
대한민국은 2006년 11월 7일에 총 4대의 보잉 737 AEW&C를 16억 달러에 2012년까지 인도 받기로 보잉 사와 계약했다. 입찰과정에서 작전운용성능(ROC·Required Operational Capability)을 포함한 1천여가지의 요구 조건을 제시했다. 절충교역으로 국내업체 참여(30% 이상)와 후속 군수지원 및 핵심기술 획득(21% 이상)을 대한민국에 제공하게 된다. 보잉은 최초에 4대 가격으로 24억달러를 제시했다.

## 장비
보잉 737 AEW&C는 120인승 보잉 737-700 항공기에 안테나를 장착한 형태로 12.5km 상공에서 8시간 동안 임무를 수행한다. 요격관제 등 임무를 수행하는 콘솔의 수가 10개다. 2004년에 대한민국 공군은 레이다가 한번 빔을 쏘아 370km 밖에서 비행하는 표적을 잡아내야 한다는 조건을 달았고, 보잉 737 AEW&C는 한 번에 최대 481km까지 탐지를 했다. 또한 MESA 특성상 30도 각도로 좁힌 집중 탐지시 최대 740km 탐지가 가능한 것으로 알려졌다. 보잉은 보잉 737 AEW&C를 장기적으로 지상 표적에 대한 공격을 지휘하는 항공기인 JSTARS과 통신감청 항공기인 RC-135의 기능까지 통합한다는 발전 가능성도 제시했다. 대한민국은 당초에는 ROC에 없었던 공중급유기능을 추가했다. 참고로 대한민국 공군은 조기경보기 2~3대 정도를 추가구매할 것을 고려중이다. 참고로 주변 국가인 중국, 러시아 등에 비하면 현재 2018년 운용중인 E-737 조기경보기 4대는 적은 전력이다.

### 레이더
E-737의 경우 기체는 보잉, 레이더는 노스롭그루먼이 만든다.

## 정비
2017년, 공군이 운용 중인 미국 보잉사의 E-737 ‘피스아이’ 항공통제기 2호기가 239일을 정비해, 1년 동안 운영을 한 기간이 채 100일이 되지 않았다.

## 성능개량
2015년 9월, 미국이 오는 2020년부터 피아식별 장치를 바꾸겠다고 한국군에 통보했다. 교체대상은 피스아이뿐만 아니라 F-16, F-15K 전투기 등 공중 전력 540여 대, 대공포 등 방공 전력 1600여 대, 함정 등 해상 전력 270여 대 등 한국군 전체 전력의 25%에 이른다. 교체비용은 최소 1조원에서 최대 10조 원대가 거론되었다.
2020년 10월, 방추위를 열어 E-737 피아식별장비(IFF) 및 링크-16 성능개량 사업을 미 보잉을 통해 2025년까지 4900억 원을 들여 추진키로 했다. 보잉이 원제작사인 만큼 다른 업체는 원천적으로 참여조차 어려웠다.
방사청에 정통한 한 소식통은 "2020년 말 이후 예상보다 비싼 비용을 요구하는 보잉의 행태에 대해 방사청 고위 관계자들이 한때 격앙됐었다"고 말했다.
2021년 4월, 2011년 이후 4대가 도입된 미 보잉사의 E-737 조기경보기 성능개량(2023~2030년)을 추진하려는데, 공군은 1조5000억원가량으로 4대를 도입했는데 그 개량비용도 1조5000억원가량 될 것이라고 한다. 개량은 E-737에 피아식별장비(IFF) 및 Link-16 데이터 링크 성능개량 등이 핵심 내용이다.
2021년 8월 현재, 공군은 보통 피스아이 4대 중 보통 2대를 정비하고 2대만 운한다. 그런데 2020년 부품 단종 등으로 가동률이 62%로 떨어졌다. 피스아이 윗부분에 달린 길이 4m가량의 메사(MESA)라는 안테나 성능이 크게 저하돼 4대 중 1대의 안테나가 교체시점에 도달했다. 나머지 3대는 안테나 칩만 갈아 끼우면 성능은 보장된다고 한다.

## 추가구매
조기경보기 2차 사업은 미 보잉사의 기존 E-737 개량형과 스웨덴 사브사의 글로벌 아이, 이스라엘 IAI사의 EL/W-2085 CAEW(Conformal Airborne Early Warning & Control) 등이 3파전을 벌일 것이다.
E-737 개량형은 3세대로, 공군의 기존 2세대 E-737에 비해 여러 부문에서 업그레이드가 된다.
2022년 7월, 당초 ‘항공통제기 2차 사업추진기본전략’을 통해 오는 2027년까지 항공통제기 2대를 추가 도입할 계획이었지만 4대를 추가도입하는 방향으로 바꿨다.
E-737 기종을 항공통제기로 운영하는 국가는 한국과 호주, 터키 등 3개국이다.
사브와 IAI의 조기경보기는 애초에 공군의 ROC 중 360도 탐지 기능을 충족하지 못했다. 그래서, 보잉사가 선정될 가능성이 높은데, 보잉사가 너무 비싼 가격에, 정비 독점 등의 횡포를 부리고 있어서, 국방부에서 화를 내고 있다. 사브는 ROC 수정을 요구했다. 그래서, 국산 개발도 논의 중이다.
원래는 2차 사업도 보잉사로 선정하려고 했는데, 보잉사가 정비나 성능개량에서 횡포가 심해서, 한국 국방부의 분노를 샀다. 그래서, 실질적인 공개경쟁입찰로 바꾸는 기류인데, 문제는 사브사와 IAI는 전세계에서 보잉사만 오로지 충족하는 공군의 높은 ROC 성능요구조건을 대폭 낮춰야지만, 경쟁이 사실상 가능하다.
미국의 최첨단 무기 가격 횡포는, 한국에만이 아니라, 다른 동맹국들에도 거의 비슷하게 요구하는 관행이다. 다른 뚜렷한 대안도 없어서, 사실상 독점적 지위에서 나오는 가격 횡포다. 최첨단 무기는 주기적으로 성능개량을 해야 하는데, 신제품 나왔다면서, 신제품을 사라. 성능개량비랑 신제품 구입비랑 같다. 이런식으로 마케팅을 한다.

## 화살-2형
2023년 2월 23일, 북한이 화살-2형 순항미사일 4발을 발사했다고 발표했다.
노동신문은 순항미사일이 모두 4기 발사됐다면서 "동해에 설정된 2,000km 거리의 타원형·8자형 비행 궤도를 따라, 1만 208초에서 만 224초, 그러니까 약 2시간가량 비행해 표적을 명중 타격했다고 보도했다.
그런데, 피스아이가 당시 가동중이었는데, 순항미사일 4발이 2시간이 넘도록 비행하는 동안, 전혀 포착을 못했다.
그래서, 한미 군당국은 북한이 거짓말을 하고 있다고 판단했다. 그러나 일각에서는, 피스아이 조기경보기의 성능에 큰 우려를 했다.

## 같이 보기
- 화살-2형